# テニスボール・クリケット
テニスボール・クリケット（英: Tennis ball cricket）は、テニスボールあるいはテープボールを使用して行われるクリケットの一種である。Tape ball cricketとしても知られている。インド、パキスタン、バングラデシュ、スリランカといった南アジアのクリケット国で非常に人気がある。また、UAE、オマーン、バーレーン、カタールといった中東の国々に済む南アジア人国外居住者やアメリカ合衆国、オーストラリア、カナダの移民によってもプレーされている。
テニスボール・クリケットで使われるテニスボールの重量はテニス用よりも重く、プロクリケットボールに近い。

## 歴史
テニスボール・クリケットは、カラチ、コルカタ、ラホール、ムンバイといった人口密度が高くクリケット競技場が一般的でないパキスタンやインドの都市で開発された。1990年代初頭に普及し、ワジム・アクラム、サチン・テンドルカール、ショアイブ・アクタールといったクリケット選手が幼少期に才能を育むのに関与した 。
テニスボール・クリケットは、クリケット競技場や防具が贅沢品である上述の発展途上国の一般市民のための手頃な代わりの方法として設計された。

## ルールおよびプレースタイル
テニスボールの代わりにより難易度の高いテープボールが使用されることもある。オーバー数は6から25まで様々である。プロクリケットボールのようにボールが硬くないことを考慮し、グローブ、パッド、ヘルメットのような防具の使用は任意である。
テニスボール・クリケットはファーストクラスマッチあるいはワン・デイ・インターナショナルと比較してより短時間で行われるため、週末のレクリエーションに特に適している。南アジアの都市や村では、大抵ストリートや道、農地でプレーされている。中東の国々では大抵開けた砂漠でプレーされ、アメリカ合衆国やカナダでは野球場が利用される。